# Хорошеозерська волость
Хорошеозерська волость — адміністративно-територіальна одиниця Борзнянського повіту Чернігівської губернії з центром у селі Хороше Озеро.
Станом на 1885 рік складалася з 6 поселень, 17 сільських громад. Населення — 11483 особи (5601 чоловічої статі та 5882 — жіночої), 2070 дворових господарств.
|                     | Площа, десятин | У тому числі орної, дес. |
| ------------------- | -------------- | ------------------------ |
| Сільських громад    | 14755          | 10441                    |
| Приватної власності | 3866           | 2432                     |
| Казенної власності  | 706            | —                        |
| Іншої власності     | 341            | 265                      |
| Загалом             | 19668          | 13138                    |

Основні поселення волості:
- Хороше Озеро — колишнє державне та власницьке село при озері Хорошому за 20 верст, 2507 осіб, 455 дворів, 2 православні церкви, школа, 2 постоялих будинки, 2 лавки, щорічний ярмарок.
- Бурківка — колишнє державне та власницьке село, 985 осіб, 178 дворів, православна церква, постоялий будинок, вітряний млин, солодовий і винокурний завод.
- Омбиш — колишнє державне та власницьке село при річці Остер, 1391 особа, 263 двори, православна церква, 3 постоялих будинки.
- Печі — колишнє державне та власницьке село при річці Остер, 1503 особи, 265 дворів, православна церква, постоялий будинок, 2 лавки.
- Прохори — колишнє державне та власницьке село при річці Борзна, 2245 особи, 427 дворів, православна церква, 3 постоялих будинки, 6 вітряних млинів.
- Сиволож — колишнє державне та власницьке село при річці Вялова, 2647 осіб, 482 двори, православна церква, школа, 5 вітряних млинів.